# Pere Ritxard
Pere Ritxard (fl. Santa Coloma de Queralt, 1329 – 1363) va ser un metge i cirurgià català resident a Santa Coloma de Queralt.
La pràctica mèdica de Ritxard es testimonia a Santa Coloma entre 1329 i 1350. La seva vàlua queda acreditada pel radi territorial dels pacients que el venien a veure, (60 km) provinents de Rauric, Aguiló, Rocafort de Queralt, Cervera, i a més distància de Santa Coloma, també Prades,  Sant Martí de Maldà, Santes Creus, Sant Cugat Sesgarrigues i Serrateix. Ritxard atenia tota classe dolors: ferides al cap, problemes oculars, problemes de gola, als peus, etcètera. Un altre indici del reconeixement de Ritxard és la gran afluència d’aprenents de medicina que arriben a Santa Coloma per esdevenir-ne els deixebles, també des de municipis tan llunyans com Balaguer o Cardona.
El 27 de febrer de 1363 es fa públic el testament de Ritxard, en el qual es referencien les següents obres sobre medicina:
- Cirurgia Magna, de Lanfranc de Milà.
- Cirugia, de Teodoric Borgognoni. Traductor: Guillem Corretge.
- Aforismes d’Hipòcrates, de Claudi Galè. Traductor Anònim.
- Libre de ffigures d’erbes [un herbari].
- Antidotarium.
- Thesaurus pauperum, de Pere Hispà.
- De oculis, de Benvingut de Salern. [«llibre de preguamí d’uyls»].
- Isagoge ad Tegni Galieni, de Johannitus.
- Synonima Antidotari Nicolau («llibre de natura d’erbes»).
- Glossule quattuor magistrorum super Cyrurgiam Rogerii et Rolandi.
- Electuaria.

La Cirurgia Magna de Lanfranc que tenia Ritxard és l'edició més antiga referenciada en català d’aquesta obra. Tot i que no es pot assegurar categòricament, el llibre de Galè consignat probablement també es tracta del primer exemplar conegut en català. És possible que aquesta obra hagués estat del metge colomí Pere Franch fins a 1332.